# American Head Charge
American Head Charge és una banda que practica una música entre l'industrial metal i el Nu metal procedent de Minneapolis, Minnesota, Estats Units. La banda es va formar el 1997, i el seu nom no té cap significat en concret, segons els membres de la banda. La seva millor època va arribar quan van fer la gira de teloners de Slipknot.

## Història
«Sóc un fan dels noms de tres paraules», va dir Hanks en una entrevista al desembre de 2001 a Concertlivewire.com. En referència al nom de la banda, va confessar: «No significa res. Aquest és el propòsit». Txad Hanks va comentar en una entrevista abans que signessin: «Resulta que en realitat hi ha una banda anomenada African Head Charge; és molt difícil ser original en aquests dies».

### Trepanation
American Head Charge va debutar en l'escena underground de metal industrial amb la maqueta independent Trepanation de 1999. Els membres de la banda eren Heacock i Hanks (rebatejats com Martin Cock i Banks) acompanyats pel guitarrista David Rogers, Peter Harmon a la bateria, i Christopher Emery als teclats. El segon guitarrista Wayne Kile, el teclista Justin Fowler i el programador de samplers Aaron Zilch es van incorporar a les files a finals de 1999, quan Peter Harmon es va separar de la banda i Chris Emery es va fer càrrec del lloc vacant de bateria.
Van ser teloners de System of a Down a Des Moines, Iowa, l'agost de 1999, i el baixista de System of a Down, Shavo Odadjian, va quedar tan impressionat que quan el propietari del segell American Recordings, Rick Rubin, li va preguntar si hi havia alguna banda a qui hauria de fer un cop d'ull, li va parlar d'American Head Charge. Sis mesos més tard, la banda va rebre una oferta per gravar amb American Recordings de Rick, del segell de Columbia Records.

### The War of Art
Després de l'èxit local de Trepanation la banda es va moure a Los Angeles per començar a treballar en el seu primer àlbum amb el productor Rick Rubin, The War of Art, que va sortir el 28 d'agost de 2001, i va vendre més de 12.000 còpies als Estats Units en la seva primera setmana.
American Head Charge va començar la primera gira professional al Ozzfest del 2001, tocant en el segon escenari. Després van obtenir una escletxa en festival The Pledge Of Allegiance Tour, encapçalat per Slipknot, Mudvayne, Rammstein i System Of A Down. El guitarrista de la banda, Dave Rogers, va marcar el final d'aquesta gira a Nova Jersey interpretant el concert completament nu; cosa que el va portar al seu posterior arrest. Al desembre de 2001, la banda van telonejar Slayer al costat de la banda Metallica durant els dos primers mesos de la gira americana God Hates Us All. Els següents concerts van ser encapçalats per Kittie, la banda de hardcore punk, Biohazard, Stoner Rockers i Speedealer, que van precedir una gira per Escandinavia, Europa, Gran Bretanya i Japó de quatre mesos amb Slipknot. Altres bandes amb les quals han viatjat inclouen Coal Chamber, Ministry, Gravity Kills, Hatebreed, Static-X, Mudvayne i Otep. El guitarrista Wayne Kile va sortir del grup a l'abril de 2002, afavorint el camí per l'exguitarrista de Black Flood Diesel, Bryan Ottoson, qui només 24 hores després de rebre l'oferta per unir-se a la banda ja va volar a Los Angeles i va participar en el rodatge del vídeo musical «Just So You Know».

### The Feeding
Després de dos anys en què alguns dels membres van estar en rehabilitació a causa de les drogues, es van tornar a reunir per escriure i compondre. Durant el procés, el productor Rick Rubin es feia cada cop més intractable, i la banda va demanar que se'ls redimís del contracte. Llavors, el productor de la banda va passar a ser l'enginyer de The War Of Art, Greg Fidelman. American Head Charge graven durant quatre mesos, sentint que aquest seria el seu àlbum més disciplinat. The Feeding va sortir el 15 de febrer del 2005 i va donar a llum la seva cançó més radiada «Loyalty». També van enregistrar un vídeo de la cançó «Cowards».

### Mort del guitarrista Bryan Ottoson
El guitarrista Bryan Ottoson va morir a principis de 2005, a l'edat de 27 anys enmig de la gira amb les bandes Mudvayne, Life of Agony i Bloodsimple. El cos del músic va ser trobat estès en una llitera de l'autobús de la gira de la banda quan anaven a North Charleston, Carolina del Sud, on el grup estava programat per actuar al club Plex. La policia va trobar una ampolla de «nombrosa quantitat de medicaments receptats» a la llitera d'Ottoson, que havia estat lluitant contra una faringitis estreptocòcica severa amb la penicil·lina prescrita, i també va rebre un medicament per al dolor.

### Can't Stop The Machine
El 3 d'abril de 2007, American Head Charge va llançar el seu primer DVD Can't Stop The Machine, a través de Nitrus Records juntament amb un CD de 10 pistes amb cançons en directe i inèdites, incloent un remix de «Just So You Know».
L'11 d'agost de 2009, la banda va emetre un comunicat de premsa, afirmant que es separaven .
El 18 de gener de 2011, la pàgina inactiva d'American Head Charge va mostrar una nova actualització d'estat: «Coses més estranyes han passat ...», agrupades amb un nou fons i una nova icona que mostra una mà desencarnada que surt del terra. El nom a la pàgina va ser canviat de «r. i. p. American Head Charge: 1998-2009» a simplement American Head Charge. No obstant això, des del 17 d'abril de 2011, el nom del web es va tornar a mostrar com «r. i. p. American Head Charge: 1998-2009».

### Reunió iShoot
El 30 de juny del 2011, el baixista Chad Hanks va anunciar que la banda planejava tornar a reunir-se. A més, va anunciar en el compte oficial de Facebook de la banda American Head Charge (Oficial) que Sin Quirin, exguitarrista de Ministry, Revolting Cocks i Society, apareixeria en el seu proper «tourette» com a segon guitarrista. A l'octubre de 2011, American Head Charge es va embarcar en aquesta mini gira al Wrecking Day, Gabriel i l'Apocalipsi, i Dead Horse Trauma. El 29 de febrer de 2012 es va anunciar que American Head Charge participaria al Hed2Head Tour amb Mushroomhead i Hed PE. Posteriorment, la banda va gravar Shoot, un àlbum de cinc cançons, llançat el 23 de juliol de 2013 amb una gira nacional que va començar dues setmanes després. El primer single del EP «Sugars of Someday» va sortir per iTunes el 9 de maig de 2012, i les altres «Writhe», «Set Yourself on Fire« i «Sand», així com una cover de la cançó de Patti Smith «Rock N Roll Nigger».

### Ressorgiment iTango Umbrella
Al març del 2014, la banda va iniciar una campanya per finançar l'enregistrament del seu quart àlbum d'estudi. Dave Fortman seria el productor per a l'àlbum. La banda va oferir als fans des de descàrregues de noves cançons, pre-comandes del nou àlbum, equip signat i lletres manuscrites, accés VIP als espectacles, nom en els crèdits de l'àlbum, lliçons personals, una oportunitat d'actuar amb la banda i llista de convidats per a tota la vida, segons cada donació.
El 25 de març de 2016 van poder llançar el seu quart àlbum d'estudi Tango Umbrella i van fer gira amb la banda Motograter durant dos mesos per tot EUA.

### Mort del cofundador Chad Hanks
El 12 de novembre de 2017, el baixista i fundador Chad Hanks va morir d'insuficiència renal hepàtica als 46 anys. El 26 de novembre es va celebrar un concert benèfic al First Avenue de Minneapolis Minnesota per recaptar fons per a les despeses del funeral i els tràmits dels assumptes legals.

### Retorn el 2020
L'11 i 13 de febrer de 2020, la banda va anunciar mitjançant la seva pàgina web que tornaria als escenaris amb tres concerts als Estats Units els dies 30 d'abril, el 2 de maig al costat de Failure By Proxy, Sedit i Nothing But Losers i el 3 de maig al costat de Dopesick i AA-K. L'avís va ser publicat també a les seves respectives pàgines de Twitter i Facebook dies després. Es desconeixen els membres que participaran d'aquests concerts.

## Membres de la banda
A l'actualitat:
- Cameron Heacock - Vocals (1996 - 2018?)
- Benji Helberg - Guitarra (2005-2009, 2017 - 2018?)
- Karma Singh Cheema - Guitarra (2004-2006, 2007 - 2018?)

Anteriorment:
- Txad Hanks † - Baix (1996 - 2017 Mort per insuficiència renal i hepàtica a l'edat de 46 anys)
- Justin Fowler - Teclats (Només una nit a Minneapolis Minnesota)
- Jordan Dawyne Swanson - Baix (Només una nit a Minneapolis Minnesota)
- Dane Tuders - Bateria (Només una nit a Minneapolis Minnesota)
- Aaron Zilch - Electrònica, Teclats (Només una nit a Minneapolis Minnesota)
- Jeremiah «Major Trauma» Stratton (Hed PE) - Bateria (Setembre 2017)
- Michael Dwyer - Baix (Setembre 2017)
- Ted Hallows - Guitarra (2013 - 2016)
- Chris Emery - Bateria (2000-2006, 2011-2016)
- Sense Quirin (Ex- Ministry, Revolting Cocks i Society 1 - Guitarra (2011-2012)
- Nick Quijano - Guitarra (Setembre - desembre de 2006)
- Anthony Burke - Guitarra (2005)
- Bryan Ottoson † - Guitarra (Abril de 2002 - Mort per sobredosi a l'abril de 2005 a l'edat de 27 anys)
- Dave Rogers - Guitarra (1996 - 2003)
- Wayne Kile - Guitarra (1999 - Abril de 2002)
- Chris Emery - Teclat (1998 - 2000)
- Peter Harmon - Bateria (1997 - 2000)
- Jamie White - Teclats (1997)

## Discografia

### Àlbums
- Trepanation - 1999
- The War of Art - 2001
- The Feeding - 2005
- Tango Umbrella - 2016

### EP
- Shoot - 2013

### Recopilacions
- Can't Stop the Machine - 2007

### Senzills
- Just Sota You Know - 2001
- All Wrapped Up - 2001
- Loyalty - 2005
- Sugars of Someday - 2012
- Perfectionist - 2016
- Let All The World Believe - 2016
- Drowning Under Everything - 2017